# Södra Klagshamn
Södra Klagshamn is een plaats en buitenwijk van de gemeente Malmö in het landschap Skåne en de provincie Skåne län. De plaats heeft 975 inwoners (2005) en een oppervlakte van 45 hectare.